# Matilde (esposa de Dagobert II)
Matilde o Mectilda. fou la suposada esposa de Dagobert II i la mare de 4 princeses merovíngies: Adela de Pfalzel, Irmina, Rotilda i Ragnetruda.
La Vita Arbogasti, datada al segle x, afirme que el rei Dagobert II es va casar amb una dama saxona anomenada Mactildis abans del seu retorn d'Anglaterra, la qual seria mare d'un fill anomenat Sigebert (Sigebert IV), d'Adela de Pfalzel, d'Irmina, de Rotilda i de Ragnetruda. Aquest testimoniatge està tanmateix subjecte a caució sobre la base del seu caràcter tardà i es podria explicar sigui per una confusió amb Nantildis, esposa de Dagobert I, sigui per una al·lusió a l'emperadriu Matilde de Saxònia, dona de l'emperador Otó I del Sacre Imperi Romanogermànic, contemporani de l'autor de la Vita Arbogasti.
Quant a les filles, si Rotilda no pot ser identificat a cap persona coneguda, Adela, Irmina i Ragentruda són persones reals. És el seu vincle amb els merovingis el que és en dubte.